# San Luis Ayucan
San Luis Ayucan es uno de los cinco pueblos del municipio de Jilotzingo en el Estado de México, se ubica al oeste de Santiago Tepatlaxco y al norte del Monte de las Cruces. Ayucan proviene del náhuatl "ayotl" tortuga, ó de ayotli, calabaza, y de can, lugar; y puede significar: "Lugar de tortugas ó calabazas". Su santo patrón es Luis Gonzaga.

## Colindancias
Ayucan se ubica al norte del Monte de las Cruces en la Sierra de Monte Alto, por lo que al norte están los pueblos de Espíritu Santo y Santa Ana Jilotzingo, al sur el municipio de Huixquilucan, al este con el pueblo de Santiago Tepatlaxco mientras al poniente tiene a los pueblos de Santa María Mazatla y Espíritu Santo.

## Localidades
Ayucan está compuesto de barrios o colonias las cuales este poblado es el centro de todas estas localidades las cuales son:
1. Agua Buena
2. Las Manzanas
3. Dodithay
4. Ensido